# Kolë Shiroka
Kolë Shiroka (1922 - 1994) was een Joegoslavisch politicus van de partij Liga van Communisten van Kosovo (Savez Komunista Kosovo (i Metohija), SKK), de toen enige politieke partij van Kosovo.
Van 1982 tot mei 1983 was hij president van het presidentschap in de Socialistische Autonome Provincie Kosovo, de naam van Kosovo tussen 1974 tot 1990 als onderdeel van de republiek Servië in de federatie Joegoslavië.
Zijn voorganger was Ali Shukri en zijn opvolger Shefqet Nebih Gashi.